# Воскобойник, Григорий Дмитриевич
Григорий Дмитриевич Воскобойник (род. 3 июня 1960, Чита) — российский учёный, доктор филологических наук, профессор, почётный работник высшего профессионального образования. С 2001 по 2014 годы — ректор Иркутского государственного лингвистического университета.

## Биография
Отец, Дмитрий Исаакович Воскобойник (?—2006), выпускник Читинского педагогического института (1953), заведовал кафедрой физики в этом институте в 1970—1977 годах, профессор.
Мать, Эмма Павловна Тюкавкина (9 марта 1931 - 10 февраля 2008), кандидат филологических наук, профессор, ректор Иркутского государственного лингвистического университета, член Академии гуманитарных наук, кавалер орденов Почета, «Дружбы народов».
1982 — преподаватель Иркутского политехнического института
1982—1984 — служба в Армии.
1984 — гид-переводчик Госкоминтуриста СССР Иркутского объединения.
1984—1987 — служба в органах внутренних дел УВД Иркутского облисполкома.
1987—1997 — аспирант, старший преподаватель, доцент Иркутского государственного института иностранных языков.
1997—1998 — начальник департамента туризма ПКФ «Апекс ДГ».
1998—2001 — доцент, декан факультета английского языка, проректор по международным связям Иркутского государственного лингвистического университета.
2001—2014 — ректор государственного образовательного учреждения высшего профессионального образования «Иркутский государственный лингвистический университет».
2005 — защита докторской диссертации, тема «Лингво-философские основы когнитивной теории перевода».

## Научная и общественная деятельность
Основное направление научной деятельности — общая и когнитивная теория перевода.
Имеет более 30 научных и учебно-методических трудов.
Является председателем Диссертационного совета Д 212.071.01, член Коллегии Министерства образования Иркутской области, член Координационного Совета при Губернаторе Иркутской области, член Совета ректоров Иркутской области.

## Награды
- Медаль К. Д. Ушинского, звание «Почётный работник высшего профессионального образования РФ», почётные знаки и грамоты.